# LeRoy Pope Walker

LeRoy Pope Walker (Huntsville, Alabama, 7 februari 1817 – aldaar, 23 augustus 1884) was een Amerikaans politicus. Hij was de eerste minister van Oorlog van de Geconfedereerde Staten van Amerika.

## Biografie

### Achtergrond, opleiding en vroege carrière
LeRoy Pope Walker werd op 7 februari 1817 geboren in Huntsville in de Amerikaanse staat Alabama. Zijn vader was John Williams Walker (1789-1823), een senator namens de Democratisch-Republikeinse Partij en zijn moeder was Matilda Pope. Zijn grootvader, LeRoy Pope (1765-1844) - naar wie hij is vernoemd -, was de stichter van Huntsville. De familie Pope was een welvarende familie van planters en de Walkers waren ook bemiddelde lieden.
LeRoy Pope Walker studeerde rechten aan de Universiteit van Alabama en aan de Universiteit van Virginia. Na zijn promotie werd hij in 1837 als advocaat toegelaten in de staat Alabama.
LeRoy Pope Walker trouwde in 1843 met Miss Hopkins en kreeg met haar twee zonen. Na haar dood hertrouwde hij op 29 juli 1850 Eliza Dickson Pickett. Uit dit huwelijk werden drie kinderen geboren.
Walker was een succesvol advocaat en van 1850 tot 1853 was hij rechter aan het 4de Gerechtshof van Alabama. Nadien zette hij zijn advocatenpraktijk voort.

### Politieke carrière
LeRoy Pope Walker was lid van de Democratische Partij (Democratic Party) en was 1843 tot 1844 namens Lawrence County en van 1847 tot 1851 en in 1853 namens Lauderdale County lid van het Huis van Afgevaardigden van de staat Alabama. Van 1847 tot 1850 was hij Speaker van het Huis van Afgevaardigden. Hij toonde al vroeg secessionistische sympathieën. In april 1860 was hij Democratisch gedeputeerde bij de Democratische Nationale Conventie in Charleston (South Carolina). Hij werd delegatieleider van de Democraten van Alabama. Net als enkele andere Zuidelijke Democraten verliet hij uit onvrede over het verloop de conventie.

### Amerikaanse Burgeroorlog
Na de afscheiding van Alabama van de Verenigde Staten van Amerika (11 januari 1861) vestigde Walker zich in Richmond, Virginia, de hoofdstad van de nieuwgevormde Geconfedereerde Staten van Amerika (CSA). Op 25 februari 1861 benoemde president van de CSA Jefferson Davis hem tot minister van Oorlog van de CSA. Hij was een slecht functionerend minister, wat niet geheel zijn eigen schuld was, maar ook enigszins van de president en de generale staf van het leger van de Geconfedereerde Staten van Amerika, die hem voortdurend passeerden. Zijn handtekening prijkt nauwelijks op decreten, orders of besluiten, maar wel die van president Davis die het blijkbaar niet nodig vond dat zijn minister van Oorlog tekende. Anderzijds viel het ministerschap hem zwaar en Davis en de andere ministers besloten dat Walker niet de juiste man was om minister van Oorlog te blijven en op 31 augustus 1861 deelde Davis hem mee dat hij als minister moest vertrekken. Davis bood hem een post aan in het buitenland, hetgeen Walker echter weigerde. Walker vroeg Davis hem te benoemen tot brigadegeneraal.
Op 16 september 1861 trad Walker als minister van Oorlog af en was enige tijd brigadegeneraal van het Geconfedereerde leger in Alabama. Hij was commandant van de garnizoenen van Mobile, Alabama, Montgomery, Alabama en West-Florida. Ook was hij korte tijd commandant van het District van Noord-Alabama. Op 31 maart 1862 nam hij ontslag uit het leger.
Van april 1864 tot het einde van de oorlog was hij rechter bij een militaire rechtbank.

### Na de oorlog
Na de oorlog hervatte Walker zijn werkzaamheden als advocaat in Huntsville. Hij had enkele interessante cliënten, w.o. Frank James, de oudere broer van Jesse James. Frank James stond in 1883 terecht de beroving van een Paymaster, maar Walker zorgde ervoor dat zijn cliënt werd vrijgesproken.
In 1875 was Walker voorzitter van de grondwetgevende vergadering van Alabama, welke tot taak had de grondwet van de staat te herzien.
LeRoy Pope Walker overleed op 67-jarige leeftijd, op 23 augustus 1884 in zijn geboorte- en woonplaats Huntsville. Hij werd begraven op Marple Hill Cemetery in Huntsville.

## Verwijzingen
1. ↑  Jefferson Davis, American, door: William J. Cooper, Jr., 2000, blz. 380
2. ↑  idem

- Library of Congress Control Number: nr93007406
- SNAC: w62z1dnz
- Virtual International Authority File: 7260156
- WorldCat: E39PBJfWVgXKqcG8Vdxk3BwKVC